# ورم دبقي وعائي التمركز
الورم الدبقي وعائي التمركز هو نوع نادر من الأورام العصبية الظهارية التي تتميز بتكاثر الخلايا الدماغية السطحية الخبيثة المطوقة لأوعية الدماغ، إذ تتطور هذه الأورام بشكل شائع لدى الأطفال والبالغين الشباب. حدد وانغ مع فريقه في جامعة تكساس الورم الدبقي وعائي التمركز لأول مرة في عام 2005، ليُصنف في وقت لاحق من عام 2007 كورم من الدرجة الأولى وفقًا لتصنيف منظمة الصحة العالمية لأورام الجهاز العصبي المركزي نظرًا إلى سلوكه السريري الحميد، ومؤشر تكاثره المنخفض وخصائصه القابلة للشفاء. يؤثر هذا الورم بشكل رئيسي على الأطفال والبالغين الشباب مع متوسط عمر 16 سنة للتشخيص الأولي. يعاني 85% من مرضى الأورام الدبقية وعائية التمركز من نوبات مستعصية منذ الطفولة، على وجه الخصوص الصرع الجزئي.
نظرًا إلى تاريخ اكتشافه القصير الذي لا يتجاوز 15 سنة، بالإضافة إلى ندرة حدوثه وغياب التجارب السريرية الكافية، ما يزال الورم الدبقي وعائي التمركز غير واضح فيما يتعلق بفهم أعراضه، والعلاجات المحتملة والمتابعة طويلة الأمد. حتى وقتنا هذا، لم يتمكن العلماء والباحثون من العثور على أسباب المرض الدقيقة بعد، ولم يحددوا الاختبارات المرضية الحاسمة في تشخيص المرض والتعرف عليه بالإضافة إلى تحديد تأثير العلاج الكيميائي والعلاج بالإشعاع على هذه الأورام الدبقية المهاودة نادرة الحدوث. مع ذلك، توجد سلسة من المسببات المحتملة قيد البحث والدراسة، بما في ذلك نظرية اندماج البروتين «إم واي بي – كيو كيه آي» المحتملة في علم أسباب المرض المتعلق بالورم الدبقي وعائي التمركز. تشمل أدوات التشخيص المعيارية في الوقت الحالي التصوير بالرنين المغناطيسي (إم آر آي) والتصوير المقطعي المحوسب (سي تي). بالنسبة إلى العلاج، غالبًا ما يخضع المرضى لاستئصال جزئي أو كلي بهدف إزالة الآفة الإشكالية مع احتمالية عالية للشفاء الكامل من المرض. مع ذلك، يستلزم هؤلاء فترات مطولة من المتابعة التالية للجراحة من أجل مراقبة تكرار الورم والتأكد من غياب النوبات.

## العلامات والأعراض
يعاني المرضى عادة من تاريخ من النوبات المستعصية في الفترة العمرية الممتدة بين 3 و14 سنة. غالبًا ما تستند شدة النوبات إلى موقع الورم عوضًا عن حجمه، إذ تمتلك الآفات السطحية المتمركزة في الفص الجبهي والفص الصدغي قدرة أكبر في غالبية الحالات على تحريض الأعراض الصرعية مقارنة بالأورام العميقة. تشمل الأعراض الشائعة الأخرى كلًا من الصداع، وضعف الرؤية، والدوخة، وألم الأذن، وإعاقة الكلام، والرنح والشلل الجزئي، وتحدث بشكل سائد لدى الأطفال والبالغين الشباب. تتميز الأورام الدبقية منخفضة الدرجة بطيئة النمو بأعراض صرعية أكثر، بينما تتظاهر الأورام الدبقية عالية الدرجة بأعراض متعلقة بارتفاع الضغط داخل القحف.

## التشخيص
يمكن ملاحظة السمات العصبية للأورام الدبقية وعائية التمركز بواسطة فحوص التصوير المقطعي المحوسب أو التصوير بالرنين المغناطيسي. تتمثل إحدى المؤشرات الواضحة على هذه الأورام في ظهور آفات قشرية صلبة غير معززة، ومفرطة شدة «تي 2» وذات حدود واضحة في الفص الصدغي أو الفص الجبهي عند استخدام التصوير بالرنين المغناطيسي. تشمل إحدى السمات التشخيصية الأخرى ظهور امتداد شبيه بالسويقة إلى بطينات الدماغ المجاورة. تتشابه هذه السمات مع الأورام الدبقية ذات الدرجة المنخفضة من المنظور الشعاعي.
تختلف نتائج فحوص التصوير المقطعي المحوسب عن تلك التي تستخدم التصوير بالرنين المغناطيسي فيما يتعلق بوضوح التشخيص وفعاليته. تتظاهر الأورام الدبقية وعائية التمركز في التصوير المقطعي المحوسب على شكل ورم قشري توسعي غير معزز، بينما تتخذ مظهرًا أوضح نسبيًا في التصوير بالرنين المغناطيسي إذ تبدو الأورام ارتشاحية، وواضحة الحدود وأقل شدة لآفة «تي 1». تشير آفات «تي 2» / «إف إل إيه آي آر» إلى ورم دبقي وعائي التمركز مع امتداد نحو البطينات على طول الأوعية. من المحتمل أيضًا ظهور بعض المناطق ذات المظهر الكيسي. في بعض الحالات، تظهر نتائج التصوير بالرنين المغناطيسي زيادة في الإشارة الشبيهة بالريبون على آفات «تي 1 دبليو 1». تساهم النتائج الشعاعية الأوضح التي يوفرها التصوير بالرنين المغناطيسي في تفضيل استخدام هذه التقنية كأداة تشخيصية عوضًا عن استخدام التصوير المقطعي المحوسب.
مع ذلك، يمثل التشخيص الدقيق للورم الدبقي وعائي التمركز وتفريقه عن الأورام الدبقية المماثلة ظاهريًا (مثل الورم الأرومي النجمي أو الورم الدبقي العقدي) تحديًا معتمدًا بشكل كلي على التصوير بالرنين المغناطيسي أو التصوير المقطعي المحوسب. يتميز الورم الدبقي وعائي التمركز بقابليته للتحسن مع مرور الوقت ما يمثل الاختلاف الرئيسي بينه وبين الورم الدبقي العقدي. عند مقارنته بالورم الدبقي وعائي التمركز، يتميز الورم الأرومي النجمي بدوره بحدود منفصلة في الخلايا الظاهرية بالإضافة إلى أعراض تصلب الأوعية.
من أجل تأكيد التشخيص، يجب على الأطباء أخذ خزعة وإجراء التلوين الكيميائي النسيجي المناعي للورم المستأصل بعد الجراحة. تظهر الخلايا الارتشاحية للورم الدبقي وعائي التمركز نتائج إيجابية مع العديد من الملونات المناعية، على وجه الخصوص الحمض البروتيني الدبقي الليفي (جي إف إيه بّي) ومستضد الغشاء الظهاري (إي إم إيه). يلاحظ الأطباء أيضًا وجود نمط محدد نقطي الشكل من صور «إي إم إيه» المجهرية الملونة. تشمل الاختبارات الكيميائية النسيجية المناعية الأخرى الخاصة بالورم الدبقي وعائي التمركز كلًا من واسمات تكاثر «كيه آي – 67»، والبروتين النووي النوعي العصبي (نوي إن)، والبروتين 53، والسينابتوفيزين (سين)، وعامل النسخ الدبقي قليل التغصن – 2 (أوليغ – 2) والكرياتين كيناز (سي كيه). وفقًا لتصنيف منظمة الصحة العالمية لأورام الجهاز العصبي المركزي لعام 2016، يتسم الورم الدبقي وعائي التمركز بأنه إيجابي «جي إف إيه بّي»، وإيجابي «نوي إن» وذو معدل منخفض لتكاثر «كيه آي – 67» مع نمط نمو محيط بالأوعية الدموية.

## العلاج
يمثل الاستئصال الجراحي العلاج الحاسم والنهائي لهذا الورم منخفض الدرجة. نظرًا إلى ندرة هذا الورم وتاريخه القصير، لم يعثر الأطباء بعد على خيارات علاجية أفضل. يختار جميع مرضى الورم الدبقي وعائي التمركز تقريبًا الاستئصال الكلي أو الجزئي للورم من أجل إزالة النسج الورمية في الدماغ جراحيًا. يسمح الاستئصال الكلي بتراجع النمو المسبب للصرع وشفاء هذا التنشؤ الورمي الدماغي. يظهر الاستئصال الجزئي معدل تكرار أعلى نسبيًا واحتمالية ترقي الورم مع سيطرة محدودة على النوبات. تُعتبر النتيجة الإجمالية لاستئصال الورم مثالية للغاية مع إنذار جيد بدرجة مقبولة. بالإضافة إلى ذلك، لا توجد معلومات دقيقة حول فعالية العلاج الكيميائي أو العلاج بالأشعة إذ يُعد هذان الخياران العلاجيان القويان غير ملائمين لعلاج الورم الدبقي وعائي التمركز من الدرجة المنخفضة. من النادر أيضًا استخدام العلاج الشعاعي كخيار إضافي مساعد.